# Sceriffo Woody
Sceriffo Woody Pride è un personaggio immaginario protagonista dei quattro film d'animazione della serie Toy Story (nel secondo film è considerato invece il deuteragonista) diretta da John Lasseter (regista dei primi due film), Lee Unkrich (regista del terzo capitolo della serie) e Josh Cooley (regista del quarto film). Woody è il giocattolo preferito di Andy, oltre che il protagonista di una serie in bianco e nero per la televisione chiamata Woody's Round Up (in Italia Woody e Gli Amici del West). 
Alla sua apparizione si presenta un giocattolo molto determinato e generoso, ma anche parecchio geloso e spaccone (questi ultimi aspetti meno accentuati dal secondo film in poi). Inizialmente rivale di Buzz Lightyear, col tempo impara a stimare lo Space Ranger, diventando suo amico già durante il primo film. 
Dal suo debutto, è stato accolto molto positivamente dalla critica, diventando uno dei maggiori personaggi ideati dalla Pixar.
Nella versione inglese di tutti e quattro i film la voce di Woody è quella di Tom Hanks; in italiano Woody è stato doppiato da Fabrizio Frizzi dal 1996 al 2014; dopo la sua morte, avvenuta nel 2018, a partire dal quarto film viene doppiato da Angelo Maggi (già voce italiana di Hanks).

## Biografia del personaggio
Il giocattolo Woody appare per la prima volta come protagonista e figura portante in una serie in bianco e nero per la televisione chiamata Woody's Round Up (in Italia Woody e Gli Amici del West), andata in onda tra il 1941 e il 1943 e successivamente tra il 1946 e il 1957. Oltre al protagonista, i personaggi della serie erano il cavallo dello sceriffo Bullseye, la cowgirl Jessie e il cercatore d'oro Stinky Pete. La serie riscosse molto successo in patria e ben presto vennero commercializzati molti oggetti aventi il programma come tema (piatti, portachiavi, yo-yo, giradischi, cartelloni, giocattoli), principalmente dedicati al protagonista. Lo spettacolo fu cancellato allorché nel 1957 l'Unione Sovietica lanciò lo Sputnik, e di conseguenza i giocattoli futuristici e spaziali divennero la nuova moda tra i bimbi; l'ultimo episodio, Woody's Finest Hour (Il grande momento di Woody nel doppiaggio italiano), fu l'unico a non essere mai mandato in onda, lasciando la serie senza un finale.
Uno dei protagonisti della serie Toy Story è proprio uno dei tanti giocattoli "Woody" messi in circolazione. Stando a quanto accennato dalla madre di Andy in Toy Story 2, questo giocattolo appartiene alla sua famiglia da molte generazioni, quindi si presume che Andy, il proprietario dei giocattoli protagonisti, lo abbia ereditato. Nel corso del primo film, Toy Story, Woody viene descritto come un cowboy giocattolo vecchio stile, piuttosto raro. In virtù di questa particolare posizione, lo sceriffo in stoffa possiede un posto speciale sul letto di Andy. Con l'arrivo del giocattolo spaziale Buzz Lightyear, Woody viene messo da parte e, per cercare di recuperare l'affetto del suo padroncino, fa cadere accidentalmente Buzz fuori dalla finestra. Gli altri giocattoli, infastiditi dalla gelosia e l'invidia di Woody, lo attaccano e il cowboy finisce assieme a Buzz, sopravvissuto alla caduta, a casa di Sid, un bambino pestifero che si diverte a distruggere i giocattoli. A casa del teppista Buzz ha la prova di essere davvero solo un giocattolo, e questo scatena in lui una depressione dalla quale Woody riesce a farlo uscire, dando inizio alla loro amicizia, ma prima che riescano a scappare, Sid attacca Buzz ad un razzo, per farlo esplodere, quindi Woody decide di salvarlo: organizzando una ribellione con tutti i giocattoli maltrattati da Sid, dopo aver scoperto che non sono cattivi, i due fuggono e riescono a tornare da Andy. Qualche mese dopo, a Natale, Woody e Buzz sono ormai diventati migliori amici, ma purtroppo, proprio mentre Woody scherza su come non esista nulla al mondo che possa rimpiazzare anche Buzz, Andy riceve un cucciolo di cane.
In Toy Story 2, Woody subisce uno strappo al braccio, per cui Andy, che intendeva portarlo con lui ad un campo estivo a tema Far West, decide di lasciarlo a casa per evitare che si rompa ulteriormente. Questo fa salire nello sceriffo, che sembrava aver riacquisito il ruolo di giocattolo preferito del bambino, la paura che questi possa, un giorno, rifiutarlo e buttarlo. Prima che possa elaborare questi sentimenti, viene rapito da un commerciante di giocattoli senza scrupoli di nome Al McWhiggin, collezionista di giocattoli rari ed antichi, che vuole così completare la sua collezione di giocattoli ispirati dalla serie televisiva degli anni cinquanta Woody e gli amici del West per venderla ad un famoso museo di giocattoli giapponese. Si ritrova così a fare la conoscenza di Bullseye, Jessie e Stinky Pete, oltre a scoprire la sua origine di giocattolo e la sua fama nella serie televisiva originale (Woody's Round Up in inglese). Dopo vari tentativi di fuga, Jessie e Stinky Pete lo convincono che non valga la pena tornare a casa da Andy, dato che il bambino, prima o poi, crescerà e non giocherà più con lui comunque, e per tali motivi Woody inizialmente acconsente ad andare in Giappone. Buzz però accorre in suo aiuto e convince il cowboy che il fatto che Andy crescerà sia una cosa che non può perdersi e quindi a tornare a casa. Dopo aver convinto Jessie e Bullseye a seguirlo ed aver neutralizzato Stinky Pete, Woody può fare finalmente ritorno dal suo padroncino insieme ai nuovi giocattoli (Jessie, Bullseye e gli alieni del Pizza Planet).
In Toy Story 3, Andy, ormai diciassettenne, sta per partire per il college e decide di portare con sé Woody e di mettere tutti gli altri in soffitta. Il cowboy, tuttavia, esce dalla scatola degli oggetti da portare al college per aiutare i suoi amici, accidentalmente buttati nella spazzatura dalla signora Davis, ma essi, fraintendendo le dinamiche, preferiscono andare in un asilo come beneficenza. Woody riesce a fuggire, ma durante la fuga resta appeso a un albero e viene preso da una bimba di nome Bonnie. La bambina porta Woody con sé a casa sua, ma la permanenza dura poco; Woody, infatti, dopo aver capito che il Sunnyside è in realtà governato come una terribile prigione per giocattoli, ritorna all'asilo per salvare i suoi amici e, dopo una lunga fuga, riesce a tornare da Andy prima che parta per il college. Alla fine del film, Woody, insieme ai suoi amici, viene consegnato da Andy a Bonnie e dice addio al suo ex padrone, dopo che quest'ultimo ha giocato un'ultima volta con lui.
In Toy Story 4, due anni dopo la partenza di Andy per il college, Woody, spesso trascurato da Bonnie, si perde nel tentativo di trovare Forky, il nuovo giocattolo di Bonnie alla cui creazione ha contribuito di nascosto. Dopo averlo trovato, nota la lampada di Bo Peep in un negozio di antiquariato ed entra per cercarla. Forky finisce nelle mani di Gabby Gabby, una bambola che vuole il riproduttore vocale di Woody perché purtroppo il suo non va. Mentre sta escogitando un piano per salvare di nuovo Forky, Woody incontra nuovamente Bo Peep dopo molti anni a non essersi visti, e aiutato da lei, dal sopraggiunto Buzz e da altri nuovi giocattoli, Woody tenta nuovamente di salvare Forky, ma il gruppo fallisce e riporta seri danni. Allora, convinto da Gabby Gabby, che, complice la sua amicizia con Forky, si è resa conto che, così facendo, non sarebbero andati da nessuna parte, acconsente a rinunciare al suo cordino in cambio di Forky, permettendole di avere una bambina. Con la missione compiuta, e con Gabby Gabby che ha trovato la padrona giusta per lei, Woody si appresta a tornare da Bonnie, ma subito dopo decide di seguire il suo istinto e sceglie di restare con Bo, non prima di aver salutato Buzz, Forky e i suoi amici.

## Caratterizzazione
(Tom Hanks nel 2010 su Woody.)

### Personalità
Woody è un giocattolo fedele, intelligente, attivo, responsabile, equilibrato, competente, determinato e appassionato, e farebbe di tutto per i suoi amici più cari.
Considera i suoi amici come una famiglia e fa del suo meglio per tenerli insieme in ogni momento. Eppure ha molti momenti di dubbio, rabbia, frustrazione, incertezza e tristezza, quasi come un essere umano. Nonostante le sue emozioni e i suoi dubbi che lo rendono fragile, Woody non si arrende mai e di solito riesce a fare la cosa giusta. Può essere molto coraggioso, e non ha paura di affrontare o confortare i suoi amici con la massima cura. Convoca riunioni, trama strategie, mobilita altri giocattoli e affronta tutti i problemi gettandosi nella mischia, anche a costo di iniziare uno spiacevole confronto.
È interessante notare che Woody è probabilmente il personaggio più tattico e sviluppato della serie, poiché le trame e gli stratagemmi che i personaggi principali seguono per raggiungere i propri obiettivi sono più o meno formulati da lui. Ciò indica che Woody è il più intelligente dei giocattoli appartenuti a Andy.

### Aspetto
Le caratteristiche fisiche di Woody generalmente non sono utilizzate per gli altri personaggi della serie, ad eccezione di Jessie. Rispetto a quest'ultima, i capelli di Woody sono realizzati in plastica e fanno parte dello stesso pezzo che costituisce la testa. Il viso del personaggio, come rilevato da Al all'inizio del secondo episodio, è interamente dipinto a mano, mentre i vestiti e il cappello marrone sono cuciti a mano e colorati con pigmenti naturali. I vestiti e il corpo di Woody sono fatti quasi interamente di stoffa, mentre le mani e la testa sono fatti di plastica. Il pupazzo è molto molle ed anche molto delicato e può essere danneggiato facilmente. Woody, a differenza del suo amico Buzz, non è un giocattolo altamente tecnologico e non dispone di molte funzioni: può solo parlare, pronunciando alcune frasi pre-registrate, tramite un amplificatore azionato tirando una cordicella posta sulla schiena. L'aspetto del personaggio ricorda molto Hank Williams.
Woody senza cappello è alto 15,18 pollici (38,5 centimetri), mentre con il cappello 15,93 pollici (40,4 centimetri).
Durante i tre film, Woody, quando gli viene tirata la cordicella, dice frasi del tipo "Mani in alto!", "Sei il mio vice-sceriffo preferito!", "Mi piacerebbe unirmi alla vostra banda, ragazzi, ma prima canterò una canzoncina!", "Hanno avvelenato il pozzo!", "In questa città non c'è spazio per tutti e due!", "Yee-haw! Dobbiamo far muovere questo vagone ferroviario!" e soprattutto "Ho un serpente nello stivale!", la sua frase più frequente.

## Concezione e sviluppo
John Lasseter, dopo la sua esperienza con Tron, aveva intenzione di creare il primo lungometraggio in computer-grafica. Influenzato fortemente dal suo cortometraggio vincitore di un Premio Oscar, Tin Toy, Lasseter si accordò con la Disney per realizzare Toy Story. Gli autori si interessarono prima al personaggio di Buzz e poi a quello di Woody. Woody fu ispirato al personaggio Casper, al quale Lasseter teneva molto in quanto da piccolo possedeva un giocattolo del famoso fantasmino. Il personaggio venne ideato come un ventriloquo, ma gli autori scartano subito questa idea. Decisero, quindi di eliminare gli aspetti da ventriloquo, ma il disegno rimase inalterato. In origine, inoltre, Woody era stato pensato come un personaggio estremamente crudele e dispotico e come un cinico anti-eroe (o un vero e proprio antagonista) che insultava regolarmente gli altri giocattoli e maltrattava in special modo Slinky, che era sottomesso a lui, ma dopo un disastroso risultato in un rullino risalente al 19 novembre 1993, che ha quasi decretato la cancellazione della produzione del film ed è diventato famoso come "Black Friday Reel", è stato reso più simpatico e meno antagonistico.
Il nome Woody, invece, è un chiaro omaggio all'attore Woody Strode. In agosto 2009, durante un'intervista per promuovere il terzo capitolo della trilogia, il regista Lee Unkrich (supervisore dei primi due episodi di Toy Story e successore di Lasseter), ha rivelato che il cognome originale di Woody è "Pride". Unkrich affermato nel suo blog Twitter che il nome completo 'Woody Pride' era già stato pensato per il primo "Toy Story" e poi scartato.
Come ogni personaggio presente nei film della Pixar Animation Studios, Woody è stato creato digitalmente grazie al RenderMan, un software nato grazie alle tecnologie grafiche innovative messe a punto dai membri della Pixar. Durante la produzione del terzo film, gli autori ricostruirono i file grafici del personaggio, apportando diverse modifiche. A Woody, per esempio, furono aggiunti più livelli di texture agli angoli della bocca, graffi, migliorati i motivi grafici dei vestiti e ingrandito l'anello sulla schiena. Affinché desse maggiormente l'impressione che fosse fatto di stoffa, sono state ridisegnate le cuciture, sono più evidenti le piegature della stoffa quando compie dei movimenti ed è visivamente più morbido.

## Accoglienza
In seguito al successo della trilogia Toy Story, Woody è stato ripreso in una serie di filmati originali chiamati Toy Story Treats e destinati a intervallare le trasmissioni del contenitore televisivo per ragazzi One Saturday Morning (oggi ABC Kids) in onda sulla ABC.

### Critica
Woody è stato accolto molto positivamente dalla critica, anche grazie alla performance vocale di Tom Hanks (lodata da Susan Wloszczyna di USA Today e Kenneth Turan del Los Angeles Times). La rivista inglese Empire l'ha collocato al secondo posto della sua lista dei 50 personaggi dei cartoni animati migliori della storia

## Doppiatori

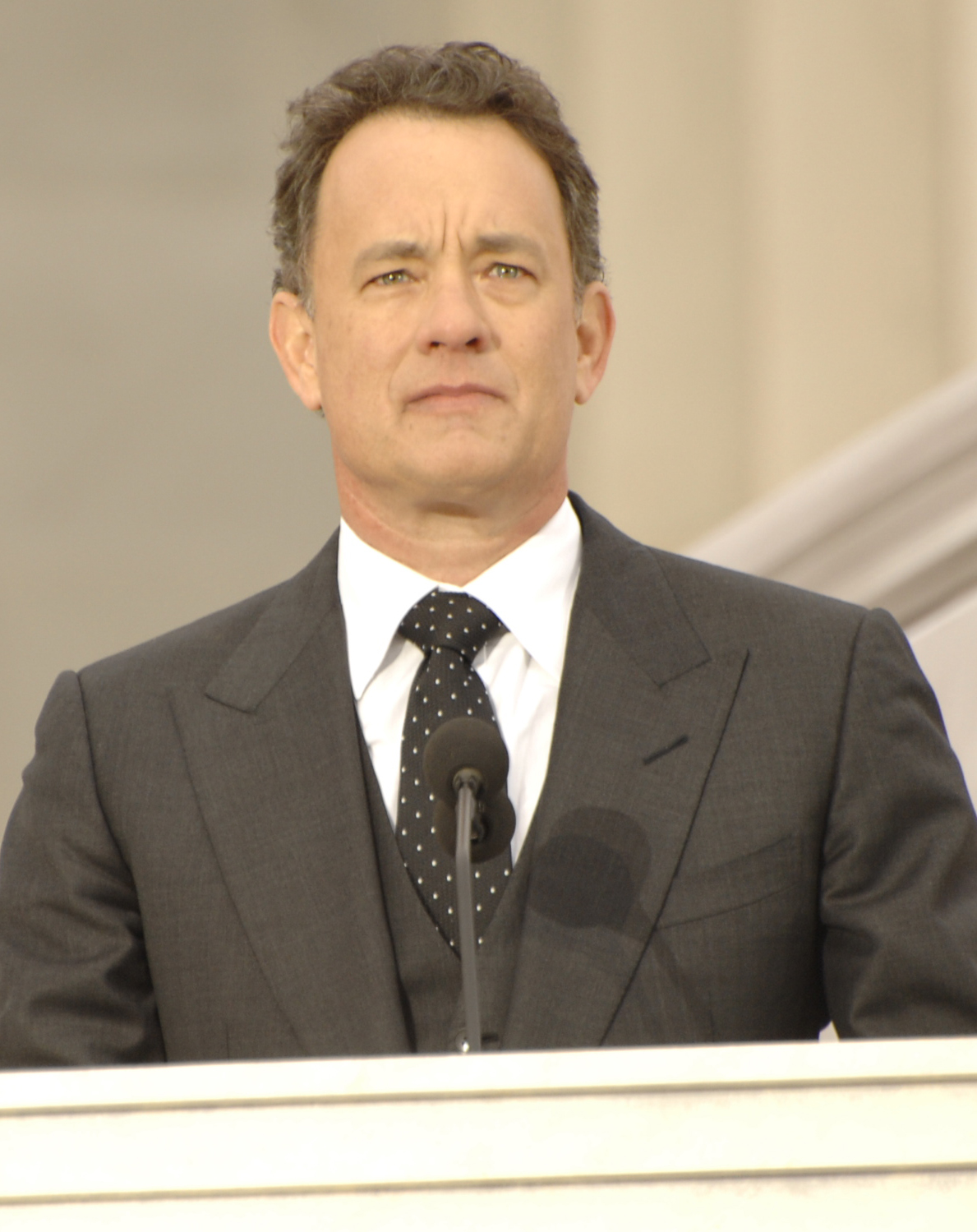
Tom Hanks, voce originale di Woody

John Lasseter ha voluto espressamente Tom Hanks per doppiare Woody, in quanto considerava la personalità dell'attore molto simile a quella del giocattolo. Dopo alcuni primi test di metraggio, Hanks ha deciso di firmare il contratto per il film, che rappresenta anche la sua prima esperienza di doppiatore di un film d'animazione. Durante la pre-produzione del primo film della saga, Tom Hanks registrò i suoi dialoghi nell'intervallo tra Ragazze vincenti e Insonnia d'amore. L'attore, infatti, preferì quell'intervallo piuttosto che quello tra Philadelphia e Forrest Gump, entrambi film drammatici che gli varranno il Premio Oscar.
In una recente intervista, Hanks ha rivelato di aver partecipato a Toy Story non solo per provare una nuova esperienza ma anche per divertirsi. Soddisfatto del suo lavoro di doppiatore, ha prestato la voce a Woody anche nei successivi capitoli, nel secondo e nel terzo film, sempre insieme al resto del cast dei precedenti episodi. L'attore lavorò al film nel corso di diverse sessioni, che si tenevano a mesi di distanza l'una dall'altra. Successivamente Hanks, insieme a Tim Allen, voce di Buzz, e John Ratzenberger è stato invitato a vedere in anteprima il risultato del terzo episodio della serie.
Durante la pre-produzione della versione del terzo film della Circle 7, Hanks, al contrario di Tim Allen, non si era mai sbilanciato su una sua possibile partecipazione, tuttavia l'intenzione dei produttori era quella di legarlo ad un ricco contratto multi-film. Infatti, Hanks ha prestato nuovamente la voce a Woody nei cortometraggi Vacanze hawaiiane (Hawaiian Vacation), diretto da Gary Rydstrom, come aveva già rivelato Lee Unkrich in un'intervista fatta su MSN, e in un secondo intitolato Small Fry (in italiano "Buzz a Sorpresa") che verrà proiettato davanti al film The Muppets.
In altri occasioni (spin-off e videogiochi) il personaggio è doppiato da Jim Hanks, fratello di Tom Hanks.
In Italia la voce di Woody in tutte le sue apparizioni dal 1996 al 2018 (ad eccezione del teaser trailer di Toy Story 2 dove è doppiato da Danilo De Girolamo) è quella del presentatore Fabrizio Frizzi. A partire da Toy Story 4, dopo la morte di Frizzi avvenuta nel 2018, Woody viene doppiato da Angelo Maggi, voce italiana ricorrente di Tom Hanks.